# Ga Nana BTS
Ga Nana (tiếng Thái: สถานีนานา) là một ga BTS skytrain, nằm trên  Tuyến Sukhumvit  ở quận Watthana, Bangkok, Thái Lan. Nhà ga nằm ở Đường Sukhumvit tại Sukhumvit Soi 9, đến phía Đông của giao lộ Nana (Sukhumvit Soi 3). Xung quanh nó có nhiều khách sạn nổi tiếng và tiện nghi dành cho khách du lịch nước ngoài. Quận đèn đỏ, Nana Plaza cũng nằm trong khoảng cách đi bộ từ nhà ga.

## Cơ sở
- Văn phòng thông tin du lịch